# Uluru
Uluṟu sau Ayers Rock este un masiv stâncos izolat în deșertul din Australia centrală, situat pe teritoriul Parcului Uluṟu–Kata-Tjuṯa la 340 km distanță de Alice Springs. Masivul stâncos este un monolit cu o vechime de 800 milioane de ani, format din arcoză care apare ca o formațiune bizară într-o regiune de șes fără alte denivelări de teren.
Denumirea de Uluṟu care este considerat un munte sfânt, provine din limba aborigenilor Anangu neavând un înțeles deosebit.

## Geografie
Uluṟu are o lungime de ca. 3 km și o lățime de 2 km, cu un perimetru de 10 km. Stânca are o înălțime de 348 m, fiind înconjurat de dunele de nisip ale deșertului australian. Masivul de arcoză are o vârstă de 800 milioane de ani, fiind situat la o distanță aeriană de ca. 340 km de localitatea Alice Springs.

## Galerie de imagini

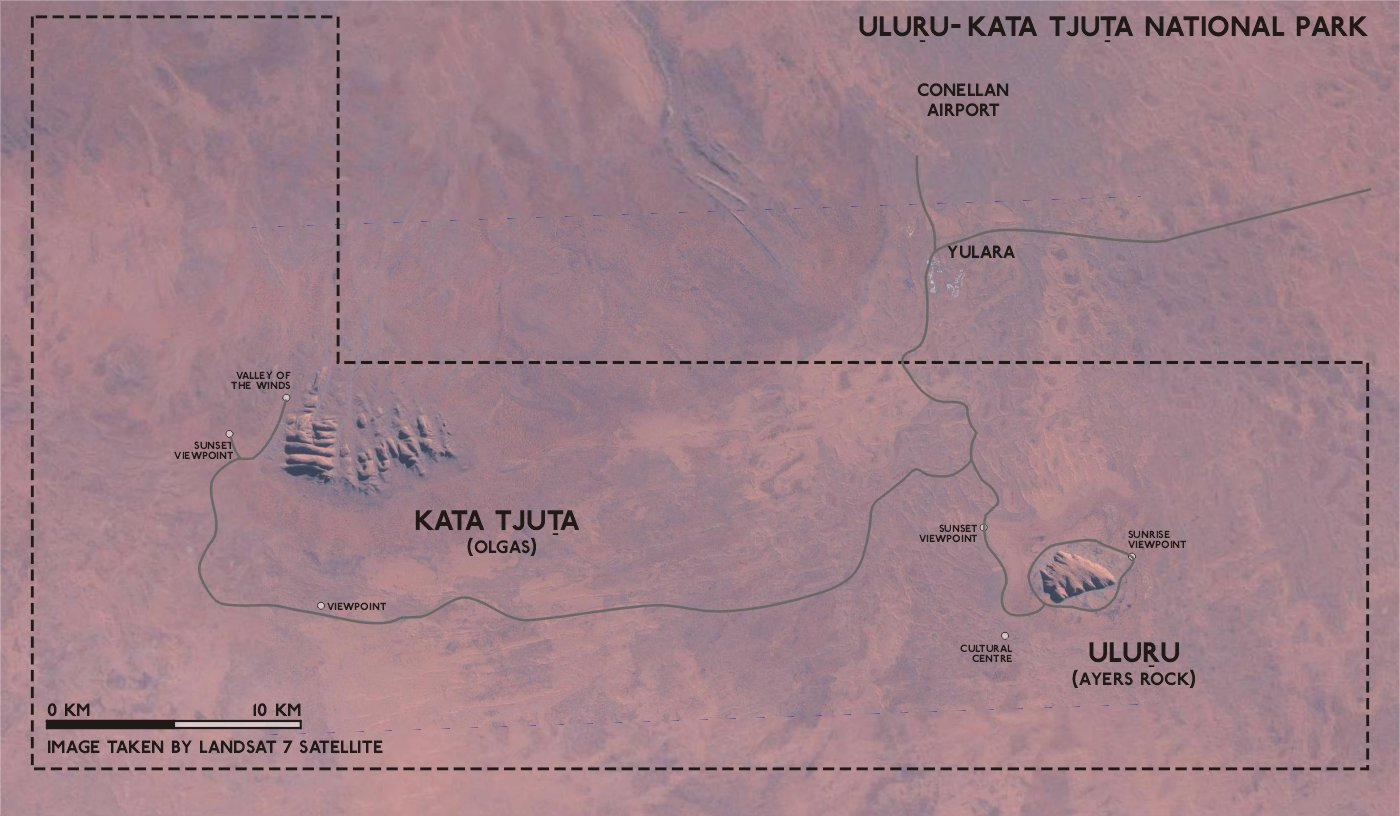
Katatjuta
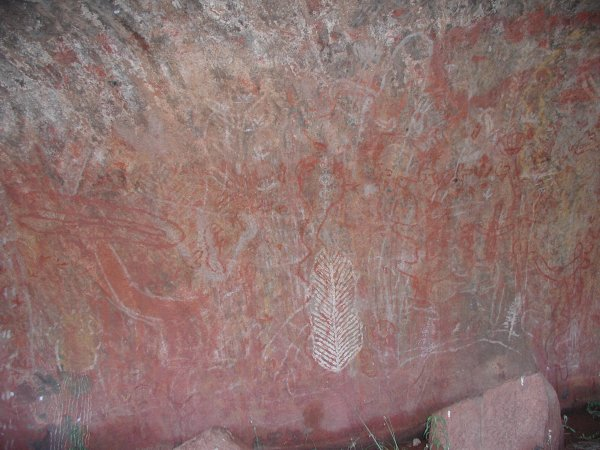
Desene pe stâncă
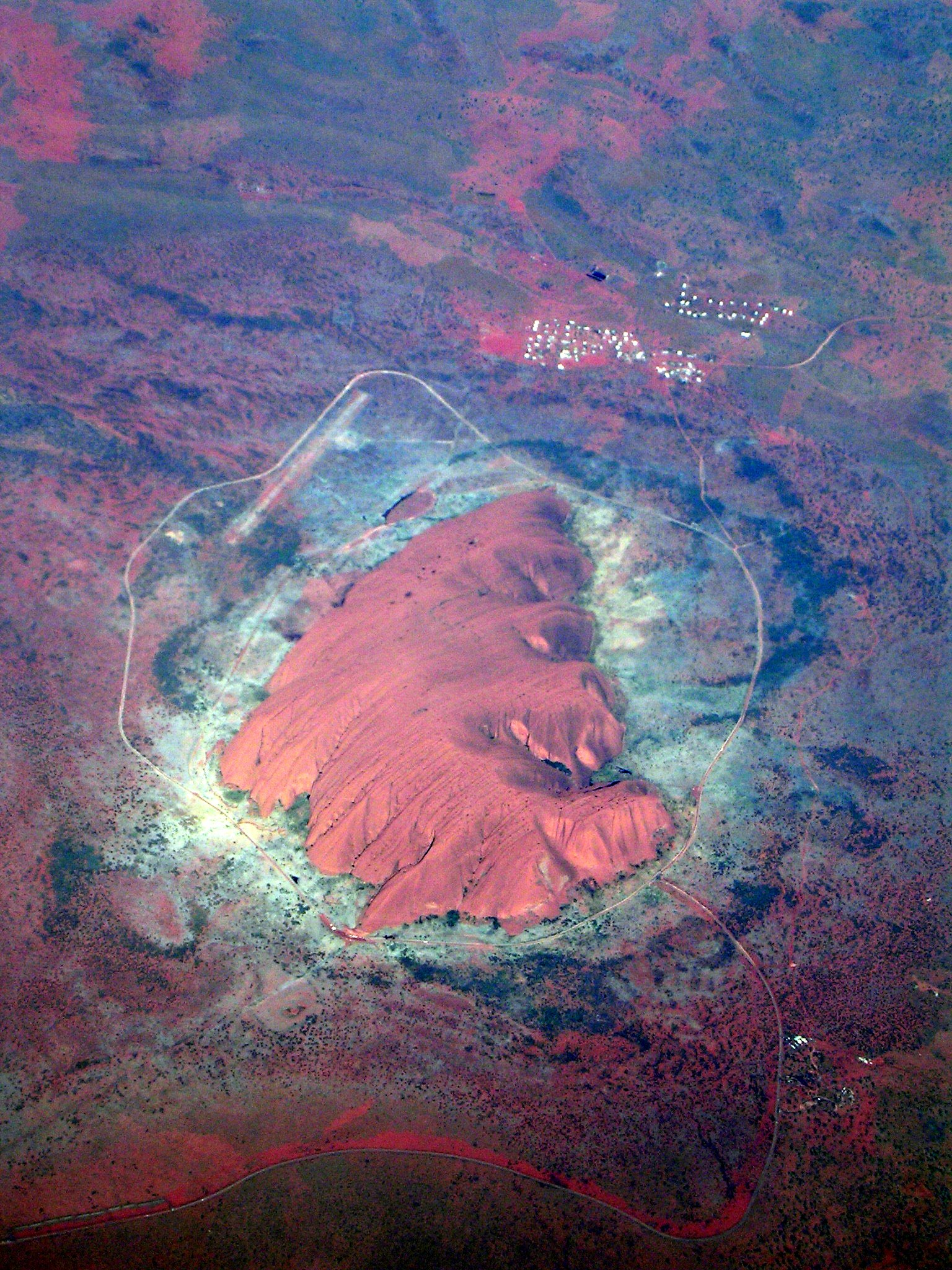
Vedere din aer
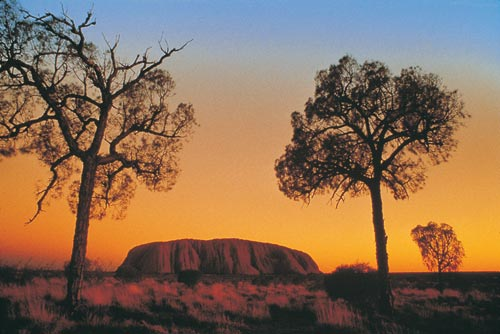